# Ulica Wojska Polskiego w Świętochłowicach
Ulica Wojska Polskiego − jedna z głównych ulic Świętochłowic przebiegająca przez dzielnicę Zgoda.
Została zbudowana w XIX i łączyła osadę Świętochłowice z Rudą Śląska.

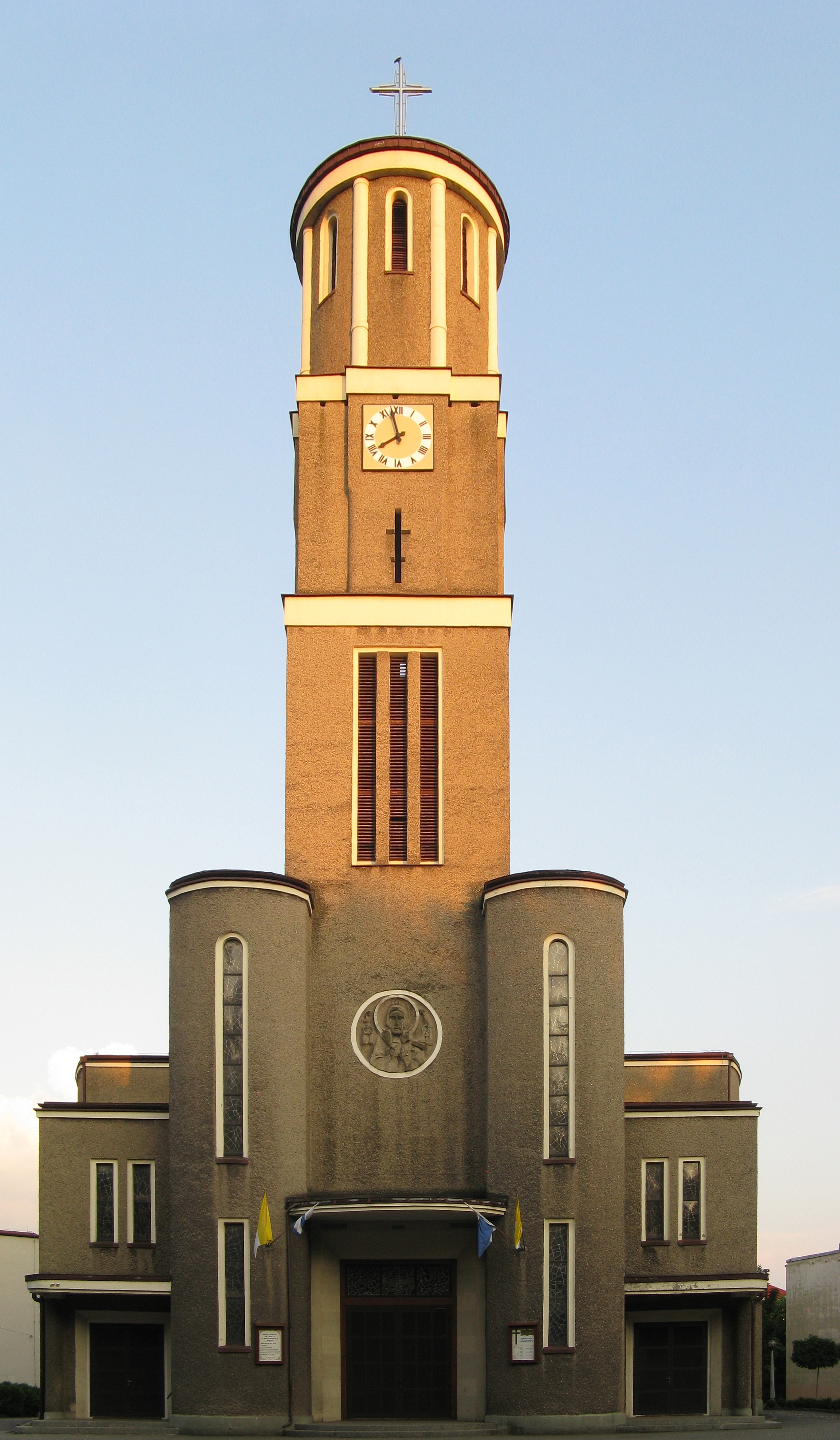
Kościół św. Józefa w 2018 roku

Przy ulicy znajduje się huta Zgoda, kościół św. Józefa oraz dwie wieże wyciągowe nr I i II dawnej kopalni Polska wraz z otoczeniem w ramach działki przy ul. Wojska Polskiego 16. Wieże zostały wpisane do rejestru zabytków 20 stycznia 2004 (nr rej.: A/110/04).
Wzdłuż połowy ulicy przebiegają tory linii tramwajowej ZTM 9.